# Taxillus thibetensis
Taxillus thibetensis är en tvåhjärtbladig växtart som först beskrevs av Paul Lecomte, och fick sitt nu gällande namn av Danser. Taxillus thibetensis ingår i släktet Taxillus och familjen Loranthaceae. Inga underarter finns listade i Catalogue of Life.